# Луис фон Ан
Луис фон Ан, рођен 19. августа 1978. је гватемалски предузетник и професор консултант на одсеку за рачунарство на универзитету Карнеги Мелон у Питсбургу у Пенсилванији. Познат је као један од зачетника crowdsourcing-а. Он је оснивач компаније реКапча (енгл. reCAPTCHA), која је продата Гуглу 2009. године,  и један од оснивача и главни извршни директор Дуолинга, популарне платформе за учење језика.

## Биографија
Фон Ан је рођен и одрастао у Гватемали. Он је немачко-гватемалског порекла. 
Основне студије из математике (summa cum laude) је завршио на Дјук универзитету 2000. године, а касније докторат из рачунарства на Карнеги Мелон универзитету 2005.
Фон Ан је 2006. године постао факултетски члан Карнеги Мелон школе Рачунарства на универзитету Карнеги Мелон.

## Рад
Као професор, његова истраживања укључују CAPTCHA и human computation, чиме је стекао своју светску препознатљивост и бројне награде. Награђен је MacArthur Fellowship 2006, David and Lucile Packard Foundation Fellowship 2009, Sloan Fellowship 2009, Microsoft New Faculty Fellowship 2007. и Presidental Early Career Award for Scientists and Engineers 2012. Такође је био именован једним од 50 највећих умова у науци од стране Discover, и доспео је до многих угледних листи као што су Briliant 10 од Popular Science, 50 Most Influential People in Technology од Silicon.com, TR35: Young Innovators Under 35 од MIT Technology Review и 100 Most Innovative People in Business од Fast Company.
Siglo Veintiuno, једна од највећих новина у Гватемали, изабрала га је за особу године 2009. Foreign Policy Magazine на шпанском га је 2011. именовао за најутицајнијег интелектуалца Латинске Америке и Шпаније.
Фон Ан је своја истраживања започео на пољу криптографије. Заједно са Николасом Хупером и Џоном Лангфордом, први је обезбедио прецизне дефиниције стеганографије и доказао да је стеганографија са личним кључем могућа.
Године 2000, у сарадњи са Мануелом Блумом, бавио се пионирским радом на CAPTCHA систему - компјутерски генерисаним тестовима које људи могу једноставно да ураде, али које рачунари нису у стању да реше. Овај систем користе интернет странице да би спречиле аутоматизоване програме, ботове, да почине злоупотребу великих размера, као што је аутоматско регистровање многобројних налога или куповина великог броја улазница које би препродавци касније препродавали. CAPTCHA је прославила Фон Ана пред широким аудиторијумом због тога што су о њој чланке објавили New York Times и USA Today и што је пропраћена на каналима Discovery Channel, NOVA scienceNOW и осталим популарним медијима.
Фон Анова докторска теза, завршена 2005. године, био је први стручни рад који је користио термин „human computation”, кога је смислио Фон Ан са жељом да опише методе које комбинују људску интелигенцију и рачунаре да би решиле проблеме који у супротном не би могли да се реше. Фон Анова докторска теза је такође први стручни рад на тему „Игре са поентом” (Games With A Purpose - GWAP). Игре са поентом су игре које, као пропратни ефекат, изводе корисне прорачуне. Најпознатији пример је ESP Game, онлајн игра током које се насумичном пару играча без могућности комуникације истовремено приказује иста слика коју они треба да опишу у ограниченом времену, за шта добијају поене. На основу ове игре добија се прецизан опис слике који може бити успешно употребљен у бази података за побољшавање технологије претраге слика. Гугл је лиценцирао ESP Game у облику Гугл обележивача слика (енгл. Google Image Labeler) и користи се да побољша прецизност Гугл претраживача слика (енгл. Google Image Search). Фон Анова игра донела му је пажњу популарних медија. Његова теза освојила је награду најбоље докторске дисертације Школе рачунарских наука универзитета Карнeги Мелон. Јула 2006, Фон Ан је одржао говор у Гуглу о „Human Computation” (тј. crowdsourcing) који је имао преко милион гледалаца.
Фон Ан је 2007. године изумео reCAPTCHA, нови облик CAPTCHA који такође помаже при дигитализацији књига. Слике речи које користи reCAPTCHA које долазе директно из старих књига након што су дигитализоване; користе се речи које оптичко препознавање знакова не би могло да препозна и шаљу се људима путем мреже како би се идентификовали. reCAPTCHA се тренутно користи на преко 100.000 веб-сајтова и преводи преко 40 милиона речи дневно.
Године 2011. додељена му је награда A. Нико Хабермана, председавајућег за развој у рачунарским наукама, која се додељује сваке треће године обећавајућем младом члану факултета у Школи рачунарских наука.
Фон Ан 2018. године освојио је Lemelson-MIT награду за „његову посвећеност побољшању света кроз технологију”.
Од 2014. Фон Ан је генерални директор Дуолинга, платформе за учење језика.

## Учење
Фон Ан је користио многе необичне технике у својој настави које су му донеле бројне награде Универзитета у Карнеги Мелону. Јесени 2008. године започео је нови курс на Карнеги Мелону са називом „Наука мрежа” (енгл. Science of the Web). Комбинација теорије графова и друштвених наука, курс обрађује теме од теорије мрежа и теорије игара до теорија аукције.